# Trosovnica
Himeníj, trosôvnica ali trósna plást je plodno tkivo na plodišču gliv, ki je nosilec plodne strukture v trosnjaku.

## Prostotrosnice
Himenij je pri prostotrosnicah sestavljen najpogosteje iz lističev, iglic, zobcev ali cevk z drobnimi luknjicami ali porami (na primer pri gobanih), na katerih so tesno drug ob drugem nameščeni kijasti enocelični podstavki, imenovani bazidiji. Največkrat so štirje ali pa je njihovo število deljivo s štiri. Na njihovih vršičkih so izrastki (sterigme), kjer nastajajo trosi. Trosi se ob najmanjšem tresljajo odtrgajo od sterigem. Da lahko veter odpadajoče trose odnese, je trosovnica največkrat nekoliko dvignjena, da lahko trosi izpadejo iz nje, pa mora biti tudi obrnjena proti zemlji. En sam trosnjak praviloma proizvede več milijard trosov, ki so vidni s prostim očesom kot trosni prah. Poleg trosov so v tramah lističev pri nekaterih prostotrosnicah tudi nespolne celice cistide, katerih oblika je v veliko pomoč pri določanju vrst.

## Zaprtotrosnice
Pri zaprtotrosnicah je himenij sestavljen iz askov, mikroskopsko majhnih valjastih ali vrečastih mešičkov, prekritih s paličastimi nespolnimi celicami parafizami, ki varujejo dozorevajoče trose. V vsakem asku je navadno osem trosov. Ko dozorijo, se mešički na zgornjem koncu odprejo in bliskovito izstrelijo trose v zrak. Zato so trosnjaki tu pogosto oblikovani skledasto in je trosovnica obrnjena navzgor. To omogoča, da trosi poletijo čim više in jih lahko veter odnese kar se da stran od trosnjaka.

## Nekatere značilne oblike trosovnic
- lističasta: mušnice (Amanita), dežniki (Macrolepiota), kukmaki (Agaricus), Koprenke (Cortinarius)
- cevasta: gobani (boletus), maslenci (Butyriboletus), rubinovci (Rubroboletus)
- luknjičasta: kresilače (fomitopsis), pološčenke (ganoderma), ploskocevke (trametes),
- gladka: grive (Ramaria), glivci (Sparasis), kijci (Clavariadelphus)
- letvičasta: lisičke (Cantharellus), žilolistke (Gomphus)
- igličasta: ježki (Hydnum), ježevci (Sarcodon), bradovci (Hericium), bodički (Steccherinum), žličke (Auriscalpium)